# Rue Théodore Baron
La rue Théodore Baron est une voie bruxelloise de la commune d'Auderghem qui relie la chaussée de Wavre à la rue des Paysagistes sur une longueur de 80 mètres. La numérotation des habitations va de 1 à 15 pour le côté impair et de 6 à 26 pour le côté pair.

## Historique et description
Cette voie a été tracée en 1913 dans la propriété foncière de Nestor Plissart, ancien bourgmestre d'Etterbeek.
La rue fut d'abord nommée le 9 mai 1913 « rue du Site ». 
Cette décision fut modifiée le 27 juin 1913. Vu la rue des Paysagistes proche, le collège donna sa préférence à un peintre paysagiste belge renommé au XIXe siècle : Théodore Baron.

### Origine du nom
Elle porte le nom du peintre paysagiste Théodore Baron (1840-1899).

## Inventaire régional des biens remarquables
- Premier permis de bâtir délivré le 3 janvier 1913 pour les nos 20 et 22.